# Paride Pasqualetto
Paride Pasqualetto (Sant'Ambrogio di Copparo, 21 febbraio 1901 – Senigallia, 21 aprile 1976) è stato un calciatore italiano, di ruolo ala sinistra.

## Carriera
Dopo aver debuttato in massima serie con l'U.S. Milanese, nel 1926-1927 passa al Milan, disputando con i rossoneri 39 gare e mettendo a segno 7 reti nell'arco di due stagioni.
Dal 1929-1930 al 1931-1932 è alla Comense, con la quale conquista la promozione in Serie B vincendo il campionato di Prima Divisione 1930-1931, stagione senza sconfitte in partite ufficiali. Nelle cronache dell'epoca veniva citato come il Paride.

## Palmarès
- Campionato di Prima Divisione: 1

Comense: 1930-1931